# Axel Neumann
Axel Neumann (* 12. Dezember 1966 in Säckingen) ist ein deutscher Schauspieler.

## Leben
Axel Neumann wuchs in Albbruck auf.
Er gab im Jahr 1988 sein Schauspieldebüt am Theater „Die Färbe“ in Singen an, wo er später auch ein Engagement bekam. Im Jahr 1994 holte ihn Wolfgang Engel an das Schauspielhaus Leipzig.
Parallel zum Schauspiel (Theater, Kino und Fernsehen) entwickelte sich die Malerei, die er seit 1992 an verschiedenen Orten (u. a. in Singen, Leipzig, Innsbruck und Berlin) präsentierte.
Im Jahr 1999 wechselte Neumann von der Bühne zum Film. Es folgen nationale und internationale Film- und Fernsehproduktionen. So arbeitete er mit Leos Carax, Sharunas Bartas, Douglas Wolfsperger, Joseph Vilsmaier, Sven Unterwaldt jr. und vielen anderen renommierten Regisseuren und Schauspielern zusammen.
Neumann ist verheiratet. Er lebt und arbeitet in Berlin.

## Filmografie (Auswahl)
- 1998: In aller Freundschaft
- 1999: Tatort: Der Tod fährt Achterbahn (Fernsehreihe)
- 1999: Meine polnische Jungfrau
- 1999: Pola X
- 2002: Das letzte Versteck
- 2002: Im Namen des Gesetzes Das zweite Gesicht
- 2002: Schimanski: Asyl
- 2003: Nitschewo
- 2004: Der Wixxer
- 2004: König der Diebe
- 2005: Siegfried
- 2005: Tatort: Leiden wie ein Tier
- 2006: 7 Zwerge – Der Wald ist nicht genug
- 2007: Ein Fall für KBBG
- 2008: U-900
- 2012: Sams im Glück
- 2016: Der Urbino-Krimi: Die Tote im Palazzo
- 2016: Der Urbino-Krimi: Mord im Olivenhain
- 2016: Tatort: Die Wahrheit
- 2017: Tatort: Böser Boden